# Fuerzas Armadas Populares de Vietnam
Las Fuerzas Armadas Populares de Vietnam (en vietnamita: Lực lượng vũ trang nhân dân Việt Nam) son las fuerzas armadas de la República Socialista de Vietnam, y no deben confundirse con el Ejército Popular de Vietnam. Bajo el liderazgo político del Partido Comunista de Vietnam, el único partido gobernante, y nominalmente bajo el mando supremo del presidente de Vietnam, consta de tres componentes: el Ejército Popular de Vietnam (el ejército), la Seguridad Pública Popular de Vietnam (la policía), y la Milicia y Fuerza de Autodefensa de Vietnam (la milicia de Vietnam).

## Historia

### Viet Minh
Al concluir la guerra de Indochina, la Liga para la Independencia de Vietnam (Viet Minh) quedó dividido en los dos países creados tras la Conferencia de Ginebra y fue el embrión de las futuras fuerzas que lucharán en la guerra de Vietnam: el Ejército Popular de Vietnam de Vietnam del Norte, el Ejército de la República de Vietnam (ERVN) de Vietnam del Sur y el Frente Nacional de Liberación de Vietnam (Viet Cong), leal al Partido Comunista de Vietnam.
La diferencia con las demás fuerzas es que el principal organizador del ejército del Vietnminh, Vo Nguyen Giap, fue consecutivamente comandante en jefe de las Fuerzas Armadas de la República Democrática de Vietnam y posteriormente Ministro de Defensa, por lo que siguió imprimiendo sus grandes dotes de militar y el espíritu de sacrificio que tanto sorprendió a los franceses en la guerra anterior.
Este ejército provenía de una fuerza formada por muchos milicianos, pero contaba con un núcleo de soldados regulares (unos 75 000) y los Chung Lung (unos 60 000 soldados) bien entrenados y armados. Fueron estas fuerzas las que, tras la partición, sirvieron de base al futuro EVN.

### Ejército de Vietnam del Norte (EVN)

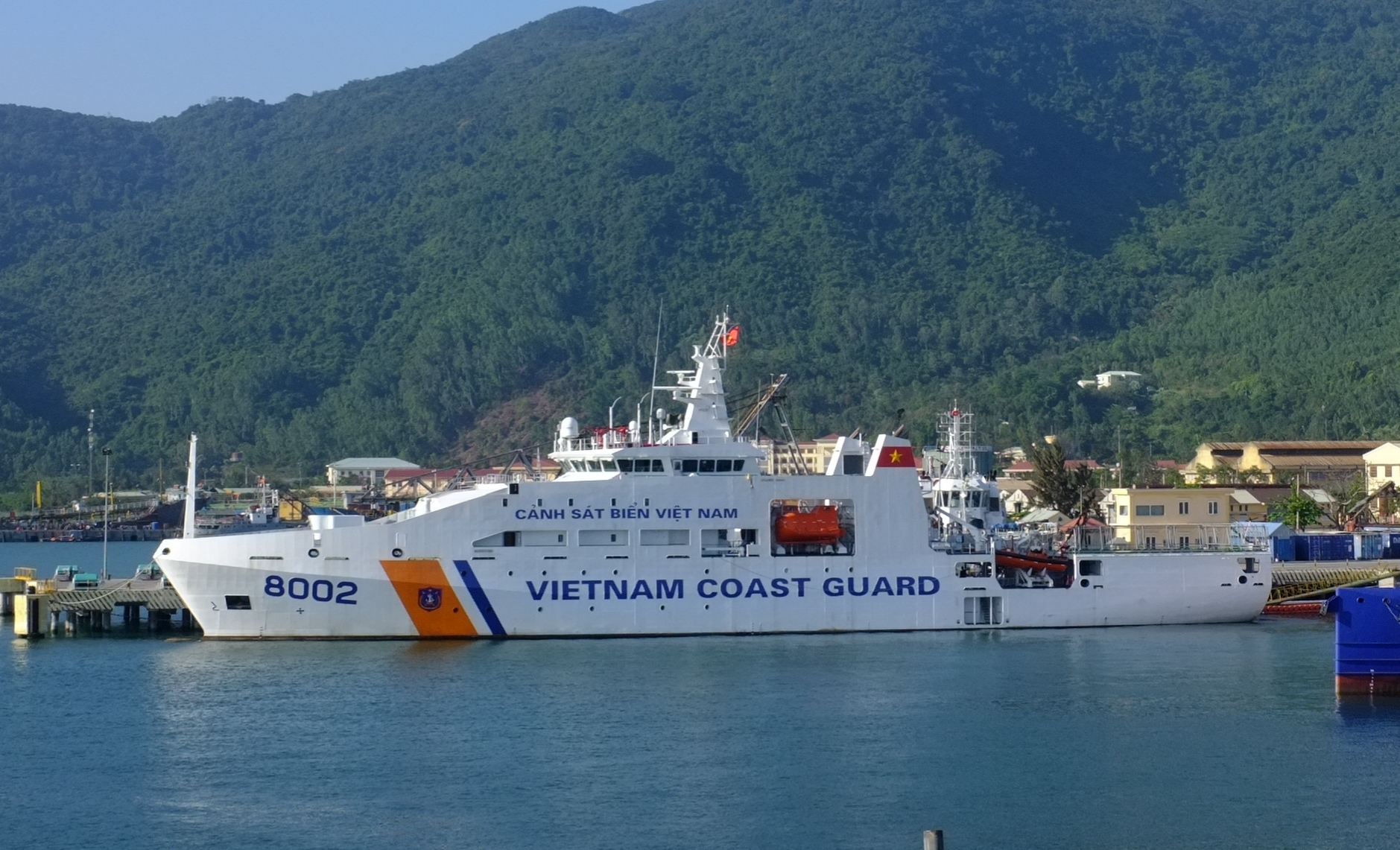
Una patrullera de la Guardia Costera de Vietnam.

Los hombres de Giap constituían una fuerza temible por su capacidad de adaptación al terreno, su espíritu de lucha y la competencia de sus mandos.
No se tienen muchos datos oficiales del tamaño del Ejército de Vietnam del Norte (EVN), pero en la Ofensiva de Pascua, el Norte lanzó unos 200 000 hombres, entre artillería, caballería y especialmente infantería, lo que se cree que era la práctica totalidad de sus fuerzas.
La fuerza naval no era ni muy grande ni contaba con buques de gran porte, siendo su principal misión la patrulla costera.
Su fuerza aérea era pequeña, durante la Operación Linebacker contaba con 16 aviones de caza, pero muy eficiente. Durante aquella operación perdió todo sus aviones.; sin embargo supusieron un oponente terrible para los F-4 estadounidenses. Hasta el punto de infringirles un temor considerable a agotar todos sus misiles porque se sentían indefensos ante ellos. Tanto es así que las siguientes generaciones de cazas (incluidos los furtivos que llevan los cañones en las bodegas ocupando sitio) no han vuelto a renunciar al armamento manual
Las fuerzas de tierra constituían su principal baza ante sus enemigos. Estaban formadas por divisiones, regimientos, batallones, compañías... pero el núcleo principal era la unidad de tres hombres que entrenaban, luchaban y se daban ánimos mutuamente. Las diferentes formaciones contaban con uno o más comisarios políticos- Estos dedicaban su tiempo a explicar los conceptos comunistas, más bien mantenían la moral y el espíritu de lucha apelando al fuerte sentimiento de patria que compartían todos los vietnamitas. Estas fuerzas eran consideradas por los estadounidenses como auténticos robot teledirigidos tras un profundo lavado de cerebro; pero lo cierto es que su motivación superaba con mucho a la de sus enemigos, tanto es así que más de una vez los estadounidenses encontraban tatuado en el pecho de sus enemigos la frase nací en el Norte para morir en el Sur. Pero no debe caerse en el error de pensar que eran todos así, pues existían deserciones, rendiciones y abandonos de sus puestos.
Otra de las bazas de esta fuerza lo constituían sus oficiales y especialmente su espíritu de sacrificio. Generalmente vivían en las mismas condiciones que sus soldados, pasaban las mismas necesidades y sabían ganarse la confianza de sus hombres. Muy al contrario que los mandos estadounidenses, entre los que se pueden contar por decenas los que fueron asesinados por sus propios hombres por la técnica del fragging, más aún los del Ejército de Vietnam del Sur.

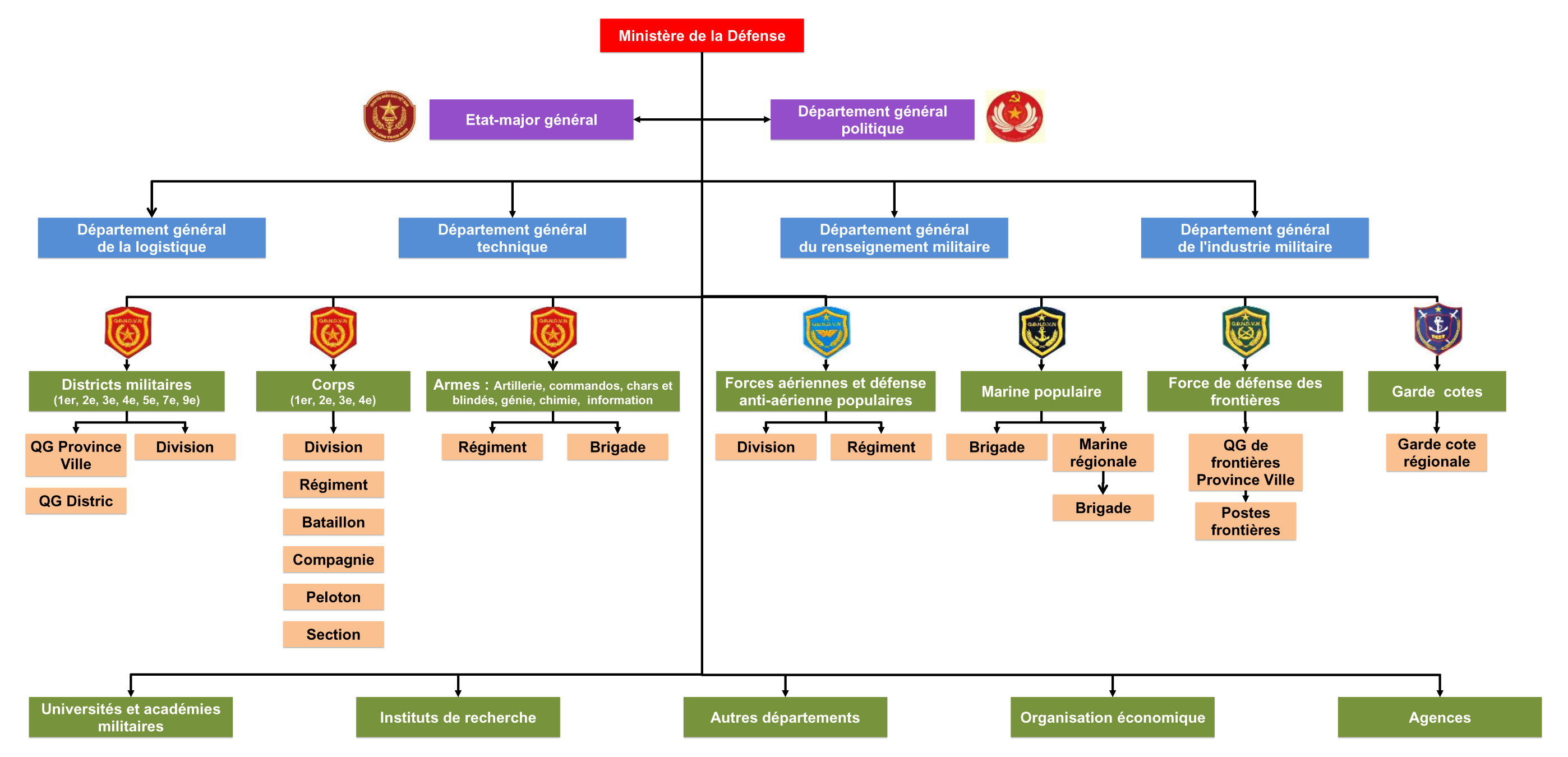
Estructura del Ejército Popular de Vietnam en 2016.

## Armamento
Los arsenales norvietnamitas se nutrían de las fábricas chinas y especialmente soviéticas. En aquellos tiempos de la Guerra Fría la URSS veía en Vietnam la oportunidad de conseguir puertos cálidos para su flota del Pacífico, causarle una derrota a su enemigo y también probar su armamento.
La Fuerza Aérea de Vietnam del Norte contaba con pocos aviones; pero su fácil y barato mantenimiento, sus prestaciones y la rapidez con que los bisoños pilotos de Hanói aprendían a manejarlos causaron infinidad de derribos e hicieron descender el índice de victorias estadounidenses. Allí combatieron los MiG-19 que demostraron no ser una mejora de la versión anterior, los MiG-21, que décadas después seguían siendo más eficaces que modelos posteriores, y los MiG-23 que terminaron de demostrar que los cazas estadounidenses se estaban volviendo obsoletos. Fueron las experiencias vividas en Vietnam las que espolearon a la industria estadounidense para desarrollar la siguiente generación de cazas.
Las fuerzas del ejército de tierra contaban con fusiles como el AK-47 que dejaba muy atrás en efectividad y fiabilidad al M16. Los cañones M-46 demostraron ser un arma estupenda para luchar en la selva, potente, fiable y sobre todo manejable. Lo mismo que los tanques con los que lograron destruir las defensas de Lang Vei y causar la derrota en la Operación Lan Som 719.

## Reservas
Como se mencionó anteriormente, las reservas existen en todas las ramas y están organizadas de la misma manera que las fuerzas permanentes, con la misma cadena de mando y cuentan con oficiales y suboficiales no comisionados (NCOs).

## Estructura interna
Las Fuerzas Armadas de la República Democrática de Vietnam están formadas por las siguientes ramas de servicio:
- Armada Popular de Vietnam (Hải quân Nhân dân Việt Nam).

- Ejército Popular de Vietnam (Lục quân Nhân dân Việt Nam).

- Fuerza Aérea Popular Vietnamita (Không quân Nhân dân Việt Nam).

- Fuerza de Defensa del Mausoleo del Presidente Ho Chi Minh (Bộ Tư lệnh Bảo vệ Lăng Chủ tịch Hồ Chí Minh).

- Guardia Costera de Vietnam (Cảnh sát biển Việt Nam). La Guardia Costera Vietnamita está basada en la Guardia Costera de los Estados Unidos con algunas características vietnamitas.

- Guardia Fronteriza de Vietnam (Bộ đội Biên phòng Việt Nam).

- Operaciones del Ciberespacio  (Bộ Tư lệnh Tác chiến không gian mạng, Quân đội nhân dân Việt Nam).